# Goldstino
Le goldstino est un fermion de Golstone issue de la brisure spontanée de la supersymétrie. Dans les théories où la supersymétrie est une symétrie globale, le goldstino est une particule ordinaire. Dans les théories où la supersymétrie est une symétrie locale, le goldstino est absorbé par le gravitino, devenant son composant longitudinal et lui donnant une masse non nulle. Ce mécanisme serait analogue à la manière dont le champ de Higgs donne une masse non nulle aux bosons W et Z.